# Військова таємниця (фільм)
«Військова таємниця» — радянський художній фільм, екранізація однойменної повісті Аркадія Гайдара. Знятий режисером Мечиславою Маєвською за сценарієм Лії Солом'янської на Ялтинській кіностудії в 1958 році.

## Сюжет
Юну Натку (Ніна Антонова) замість мрії її життя — стати капітаном — несподівано посилають на роботу в піонерський табір «Артек». Після прибуття її відразу ж просять підмінити хвору піонервожату. Водночас при будівництві водоводу прориває греблю і починається боротьба за воду, в яку включається й інженер Ганін (Анатолій Федоринов), який приїхав на відпочинок з маленьким сином Алькою. На руїнах старої фортеці піонери Владик і Толік знаходять динаміт. Бажаючи вистежити ворогів, хлопці ховають вибухівку в інше місце, поклявшись не розкривати своєї «військової таємниці».

## У ролях
- Ніна Антонова —  Натка Шагалова, піонервожата
- Анатолій Федоринов —  Сергій Олексійович Ганін, інженер
- Сергій Остапенко —  Алька Ганін
- Олексій Грибов —  Федір Михайлович, начальник табору
- Павло Усовніченко —  Гітаєвич
- Дмитро Капка —  Гейка
- А. Теремець —  Дягілєв
- Микола Муравйов —  брат Дягілєва
- Касим Мухутдінов —  Шалімов
- Валерій Овчинников —  Владик Дашевський
- Володимир Смирнов —  Толька Шестаков
- Віктор Яремик-Федоров —  Семен Баранкин
- Володимир Кунін —  Йоська Розенцвейг
- Тетяна Батурова —  Роза Ковальова
- Олександр Зотов —  Карасиков
- Ганна Заржицька —  завгосп
- Михайло Качалов — епізод
- Едуард Кошман — епізод
- Еммануїл Чернов — епізод
- Лев Борисов — епізод
- Олександр Рибін — епізод
- В'ячеслав Косячков — епізод
- Валеріан Калінін — епізод
- Олександр Метьолкін — епізод

## Знімальна група
- Сценарій — Лія Солом'янська
- Режисер — Мечислава Маєвська
- Оператор — Вадим Іллєнко
- Художники — Борис Комяков, Тетяна Ліванова
- Композитор —  Михайло Раухвергер